# Walter Blattmann
Walter Blattmann (* 1. Juni 1910 in Zürich; † 1. Oktober 1965 ebenda) war ein Schweizer Radsportler.
Walter Blattmann war ein Radprofi von 1931 bis 1938. Bei den UCI-Strassen-Weltmeisterschaften 1931 in Kopenhagen belegte er Platz elf im Strassenrennen. Im Jahre 1933 feierte er drei grosse Erfolge: Er gewann den Grossen Preis von Basel, wurde Schweizer Meister im Querfeldeinrennen und entschied die Meisterschaft von Zürich für sich. Im Jahr darauf war er Sieger der Nordwestschweizer Rundfahrt sowie der Tour du Lac Léman, bei der Schweizer Strassenmeisterschaft wurde er Dritter. 1935 belegte er Rang neun in der Gesamtwertung der Vuelta a España. Bei der Tour de Suisse wurde er 1933 Neunter, 1936 Vierter und 1937 Dritter. Zweimal startete er bei der Tour de France, 1933 belegte er Rang 30 in der Gesamtwertung, 1934 gab er nach der zweiten Etappe auf.
Auch Blattmanns Bruder Albert war ein erfolgreicher Radsportler. Sein Sohn Peter ist Ehrenpräsident des Radfahrer-Vereins Zürich und seit Jahren für die Organisation der Meisterschaft von Zürich mitverantwortlich (Stand 2015).